# Kasagi (1898)
El Kasagi (笠置?) fue el primero de los cruceros protegidos de la clase Kasagi de la Marina Imperial Japonesa. Era el buque gemelo del Chitose. Se le nombró así en homenaje al monte Kasagi, una montaña sagrada de Kioto.

## Antecedentes
El Kasagi fue encargado dentro del presupuesto de emergencia de reposición de la flota de 1896, y financiado con la indemnización de guerra recibida del Imperio Chino como parte del acuerdo del Tratado de Shimonoseki, que puso fin a la Primera guerra sino-japonesa.

## Diseño
El Kasagi fue diseñado y construido en Filadelfia (Estados Unidos) por la compañía de construcción naval William Cramp & Sons (que también había construido el crucero Varyag para la Armada Imperial Rusa). Sus especificaciones eran muy parecidas a las del crucero Takasago (de construcción británica), con un desplazamiento y dimensiones ligeramente mayores, con idéntico armamento en cuestión de cañones, pero sin lanzatorpedos de proa. Interiormente, sin embargo, eran muy distintos. El Kasagi tenía 142 compartimentos estancos, mientras que el Takasago tenía 109.

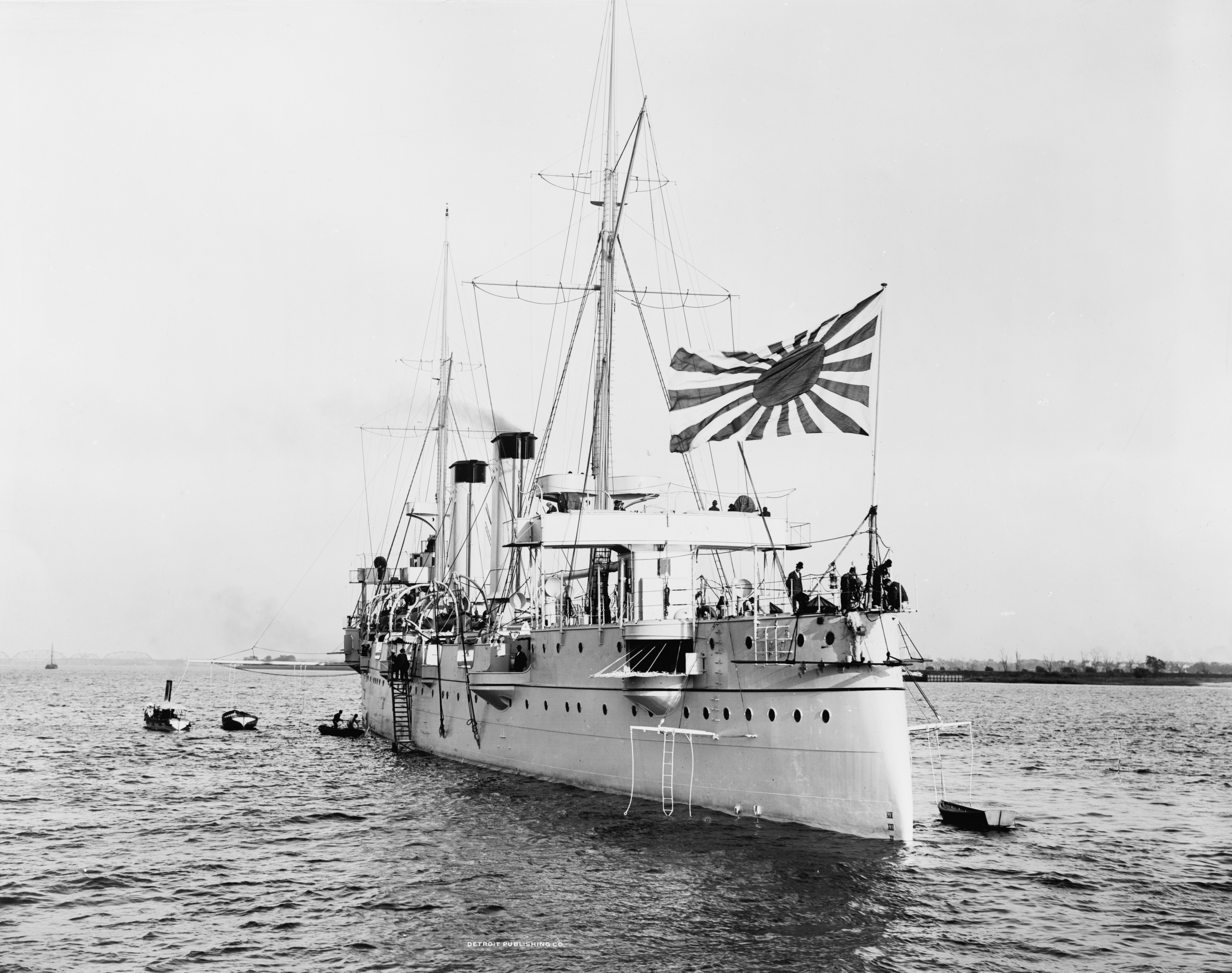
El Kasagi sin cañones, antes de navegar al Reino Unido

## Servicio
El día que entró en servicio, en noviembre de 1898, el todavía desarmado Kasagi participó en una revista naval en Filadelfia, en ocasión de la celebración por el fin de la guerra hispano-estadounidense. Tras dicho acto, el Kasagi navegó de Filadelfia a Gran Bretaña, donde se le instaló el armamento. El Kasagi llegó al distrito naval de Yokosuka el 16 de mayo de 1899. El futuro almirante Yamashita Gentarō prestó servicio en él como comandante segundo entre 1899 y 1900.
En abril de 1900, mientras participaba en unas maniobras en la bahía de Kagoshima, chocó en un banco de niebla contra un vapor comercial, el cual se vio obligado a embarrancar para evitar su hundimiento. Los daños sufridos por el Kasagi no impidieron que completara las maniobras. La primera misión en el extranjero del Kasagi tuvo lugar en 1900, apoyando a las fuerzas japonesas de desembarco que ocuparon la ciudad de Tianjin en el norte de China, enviadas en virtud de la Alianza de las Ocho Naciones durante la Rebelión de los Bóxers. 52 miembros de su tripulación fueron destacados en una operación de desembarco.
El Kasagi participó en julio de 1901 en unas maniobras que simulaban un ataque de fuerzas extranjeras en el puerto de Sasebo. El mes siguiente acompañó al Iwate en una visita de buena voluntad al puerto ruso de Vladivostok.

### Guerra Ruso-Japonesa
Durante la Guerra Ruso-Japonesa el Kasagi participó en la batalla de Port Arthur. El 9 de febrero de 1904 formaba parte del 3er escuadrón de cruceros (al mando del almirante Dewa Shigetō) que se enfrentó a la flota rusa en la entrada a Port Arthur, sufriendo daños leves. En marzo el Kasagi y el Yoshino fueron reasignados para ayudar a las fuerzas del almirante Kamimura Hikonojō en el bombardeo de Vladivostok. El 14 de mayo contribuyó a rescatar 134 supervivientes del acorazado Hatsuse, que había chocado contra una mina naval, y colaboró a rechazar a los buques rusos que habían salido al encuentro de la flota.
Durante la Batalla del Mar Amarillo el 10 de agosto, el Kasagi se enfrentó al acorazado Poltava, y tomó parte en la infructuosa persecución de los cruceros Askold y Novik.
Durante la decisiva batalla de Tsushima, el Kasagi era el buque insignia de la 3ª división, al mando del almirante Dewa, y estaba mandado por el capitán Yamaya Tanin. El Kasagi hizo el primer disparo de la batalla, sobre el acorazado Oryos. Sobre las 14:30 se enfrentó a los cruceros rusos Oleg, Aurora y Zhemchug. El Kasagi recibió un impacto bajo la línea de flotación, que inundó una sala de calderas y una carbonera, mató a un tripulante, hirió a nueve más y le forzó a retirarse del combate para evaluar los daños.

### Últimos años
En octubre de 1908, Kasagi participó en las primeras grandes maniobras de posguerra de la flota. A partir de 1910 pasó a cumplir tareas de entrenamiento e hizo un viaje de instrucción de navegación de larga travesía del 16 de octubre de 1910 al 6 de marzo de 1911 a Hawái. En 1912 fue sometido a una revisión completa y sus calderas cilíndricas fueron sustituidas por las más fiables calderas Miyabara.
Durante la Primera Guerra Mundial, el Kasagi estuvo asignado a la 1ª Flota, pero su tarea principal fue la de servir de buque de entrenamiento.
El Kasagi encalló durante una travesía a Akita en el estrecho de Tsugaru el 20 de julio de 1916, sufriendo una gran brecha en el casco cerca de la segunda chimenea. Se hundió el 10 de agosto y fue dado de baja oficialmente el 5 de noviembre del mismo año.